# Cile ai Giochi della XXI Olimpiade
Il Cile partecipò ai  Giochi della XXI Olimpiade che si sono svolti a Montréal dal 17 luglio al 1º agosto 1976, con una delegazione di sette atleti impegnati in quattro discipline. Fu la quattordicesima partecipazione di questo paese ai Giochi estivi. Non fu conquistata nessuna medaglia.